# Виде, Фабиан
Фабиан Виде (нем. Fabian Wiede; род. 8 февраля 1994, Бад-Бельциг) — немецкий гандболист, выступает за немецкий клуб «Фюксе Берлин» и сборную Германии на позиции правого крайнего.

## Карьера

### Клубная
Фабиан Виде — воспитанник клуба «Фюксе Берлин». В 2012 году спортсмен заключил с этим клубом свой первый профессиональный контракт. В сезоне 2012/13 Виде сыграл всего 4 матча в Бундеслиге, но уже в сезоне 2013/14 стал игроком основы.

### В сборной
В сборной Германии Фабиан Виде дебютировал 4 января 2014 года в матче против России. Всего за национальную команду Виде сыграл 39 матчей и забросил 72 мячей. Принимал участие в чемпионате Европы 2016 года в Польше, где Германия стала победителем турнира.

## Награды
- Чемпион Европы по гандболу: 2016
- Бронзовый призёр летних Олимпийских игр: 2016
- Лучший правый полусредний чемпионата Мира: 2019[2]

## Статистика
Статистика Фабиана Виде в сезоне 2018/19 указана на 12.6.2019
| Сезон        | Клуб         | Лига       | Матчи | Голы | 7-метр | Голы |
| ------------ | ------------ | ---------- | ----- | ---- | ------ | ---- |
| 2012/13      | Фюксе Берлин | Бундеслига | 4     | 3    | 0      | 3    |
| 2013/14      | Фюксе Берлин | Бундеслига | 34    | 68   | 0      | 68   |
| 2014/15      | Фюксе Берлин | Бундеслига | 36    | 87   | 10     | 77   |
| 2015/16      | Фюксе Берлин | Бундеслига | 32    | 142  | 29     | 113  |
| 2016/17      | Фюксе Берлин | Бундеслига | 25    | 89   | 18     | 71   |
| 2017/18      | Фюксе Берлин | Бундеслига | 30    | 105  | 1      | 104  |
| 2018/19      | Фюксе Берлин | Бундеслига | 24    | 89   | 2      | 87   |
| 2012-по н.в. | Итого        | Бундеслига | 185   | 583  | 60     | 523  |